# Тернатський султанат
Тернатський султанат (індонез. Kesultanan Ternate)  — острівна ісламська монархічна держава на півночі Молуккського архіпелагу, центр якої розміщувався на острові Тернате. Протягом усього існування протистояла сусідньому Тідорському султанату. В їх протистояння в різні часи були залучені Португалія, Іспанія, Голландська Ост-індійська компанія і Велика Британія. 1801 року султанат зазнав поразки від британців. З 1817 року перебував під значним контролем від Голландії. 1914 року офіційно увійшов до Нідерландської Ост-Індії.

## Історія
Ймовірно з XI ці землі знаходилися в залежності від імперії Маджапагіт. 1257 року о. Тернате 4 села на чолі із момоле (головами кланів) створили об'єднання, що отримало назву Гапі (зменшене від назви Гамаламо — Велике селище). У XIV ст. за ініціативи колано Сіда Аріф Маламо було укладено мир з державами Тідоре, Бакані Джайлоло (відомий як Союз Моті). У XV ст. іслам було оголошено офіційною релігією, а Гапі стало Тернатським султанат.
1512 року частина португальської експедиції Франсішку Серрана, надісланої Афонсу де Албукеркі до Молуккських сотровів, зазнала кораблетрощі біля острова Серам і була врятована місцевими жителями. Султан Баянсіруллах уклав союз з Португалією та дозволив португальцям збудувати форт Толукко на острові Тернате. Втім відносини між жителями Тернате та португальцями з самого початку були напруженими. Ускладнювало взаємини намагання монополізувати торгівлю спеціями та втручання у внутрішню политику.
Втім султани Тернате зберігали союз з Португалією через допомогу у протистоянні з сусіднім султанатои Тідоре та його союзниками іспанцями. У 1524, 1526, 1529, 1536 і 1560 роках вдалося завдати поразок супротивникам.
У 1535 султан Табаріджі був повалений і переправлений португальцями на Гоа. У 1545 році він заповів острів Амбон своєму хрещеному батькові — португальцю Хордау да Фрейтасу.
У 1570 року мусульмани Тернате повстали проти португальців, яких взяли в облогу у форті до 1575 року, коли новий султан Бабуллах Дату Шах оголосив форт своїм палацом. Разом з цим розірвано союз з Португалією. У відповідь остання уклала союз з Іспанією. На час панування цього султана припадає найбільшепіднесення султанату. Його вплив навіть поширювався на північ о. Мінданао (сучасні Філіппіни). Антипортугальські настрої посилилися під час правління наступного султана Саїді.
1606 року іспанці в союзі з султанатом Тідоре захопили колишній португальський форт на о. Тернате і повалили султана Саїді. У 1607 році новий султан Музаффар-шах I за допомоги голландців під орудою адмірала Корнеліса Мателіфа Молодшого повернувся на Тернате, де відновив свою владу. Острів був розділений між іспанцями, які були у союзі з султанатом Тідоре, та голландцями, які були у союзі з султаном Музаффаром. Останній також визнав зверхність Голландії.
Під час правління султана Хамзи султанат збільшив свою територію та побудував укріплення для оборони кордонів. Голландський вплив на султанат був обмеженим, поки Хамза та його спадкоємець султан Мандар-шах не вирішили передати низку територій Голландській Ост-Індській компанії в обмін на допомогу у придушенні повстань. Іспанці залишили Тернате у 1663 році.
Посилення впливу голландців, що стали проводити політику обмеження вирощування та продажу гвоздики з метою утримання високих цін, викликало невдоволення султана Сиборі, що виступив проти Голландської Ост-Індської компанії. Проте зазнав поразки і за угодою 1683 року передав значні землі голландцям, а султанат втрачав становище рівної держави стосовно Голландії і ставав васалом.
У XVIII столітті Молуккські острови були губернаторством компанії. 1800 року після її націоналізації Тернатський султанат став частиною губернаторства Молуккських островів. У 1801 році був окупований британськими військами. 1810 року його відвойовано голландцями. У 1817 році закріплено цей статус. В 1824 місто Тернате стало адміністративним центром провінції, в яку увійшла також Хальмахера, західне узбережжя Нової Гвінеї, і частина східного узбережжя Сулавесі. У 1867 року вся окупована голландцями частина Нової Гвінеї була приєднана до провінції, але водночас адміністративний центр було перенесено на Амбон, де й перебував до її скасування 1922 року.
Султан Хаджі Мухаммед Усман зробив останню спробу звільнитися від влади голландців, піднявши повстання, проте 1914 року зазнав поразки й був повалений. Трон Тернате залишався вакантним до 1927 року, поки рада міністрів за згодою голландської влади не проголосила Іскандара Мухаммеда Джабіра наступним султаном, проте без якоїсь влади

## Територія
В період найбільшого піднесення султанат охоплював більшу частину північного і східного Сулавесі, острови Амбон і Серам, острів Тимор, частини південного Мінданао, а також частини західного узбережжя о. Нова Гвінея.

## Устрій
До 1486 року правителі носили титул колано (володар), традиційний для Молуккських островів. Згодом прийняли титул султана. Управління здійснювалося на основі ісламського права.

### Колано
- Бааб Масхур Маламо 1257—1277
- Джамін Кадрат 1277—1284
- Комала Абу Саїд 1284—1298
- Бакуку 1298—1304
- Нгара Маламо 1304—1317
- Пацаранга Маламо 1317—1322
- Сіданг Аріф Маламо 1322—1331
- Паджі Маламо 1331—1332
- Шах Алам 1332—1343
- Толу Маламо 1343—1347
- Кіе Мабіджі 1347—1350
- Нголома-Кая 1350—1357
- Мамолі 1357—1359
- Гапі Маламо 1359—1372
- Гапі Багуна I 1372—1377
- Комала Пулу 1377—1432

### Султани
- Мархум 1432—1486
- Зайнал Абідін 1486—1500
- Баян Сірулла 1500—1522
- Абу Хаят 1522—1529
- Хідаятулла 1529—1533 рр
- Табаріджі 1533—1535 рр
- Хайрун Джамілу 1535—1570
- Бабулла Дату Шах 1570—1583
- Саїд Баракат-шах 1583—1606
- Музаффар-шах I 1607—1627
- Хамза 1627—1648
- Мандар-шах 1648—1650
- Манілья 1650—1651
- Мандар-шах 1651—1675
- Сиборі 1675—1689
- Саїд Фатуллах 1689—1714
- Амір Іскандар Зулкарнайн Сайфуддін 1714—1751
- Аян-шах 1751—1754 рр
- Сях Мардан 1755—1763
- Джалалуддін 1763—1774
- Харун Шах 1774—1781
- Ахрал 1781—1796
- Мухаммед Ясін 1796—1801
- Мухаммед Алі 1807—1821
- Мухаммед Сармолі 1821—1823
- Мухаммед Зайн 1823—1859
- Мухаммед Арсіад 1859—1876
- Аянхар 1879—1900
- Мухаммад Ільхам 1900—1902
- Хаджі Мухаммад Усман Шах 1902—1914

## Економіка
Основу становила торгівля спеціями, насамперед гвоздикою. Також були розвинені рибальство, ремісництво, частково землеробство.

## Культура
Тернатський султанат відіграв важливу роль з ісламізації та запровадження ісламських законів у східній частині Індонезійського архіпелагу та південній частині Філіппін.
Політичний вплив султанату також сприяв поширенню тернатівської мови як мови міждержавного спілкування. Сьогодні малайська тернате широко використовується на сході Індонезії.